# Trofeo de la Amistad
El Trofeo de la Amistad fue un torneo amistoso de fútbol disputado entre 1958 y 1962, que enfrentaba al Deportivo de La Coruña y al Celta de Vigo.

## Historia
El torneo fue creado en 1958 por el Deportivo de La Coruña y el Celta de Vigo en convenio con la Federación Española de Fútbol, para que ambos equipos recaudasen dinero y saldasen las deudas que tenían con la Federación Gallega. En cada edición se disputaban dos partidos, uno en Riazor y otro en Balaídos, ganando la copa el equipo con mejor resultado total. Se disputaron tres ediciones del torneo, lo que supuso seis nuevos enfrentamientos de la histórica rivalidad entre Celta y Deportivo.

## Historial
| Edición                  | Campeón   | Fecha      | Local     | Resultado | Visitante | Goles (local)                          | Goles (visitante)                       |
| ------------------------ | --------- | ---------- | --------- | --------- | --------- | -------------------------------------- | --------------------------------------- |
| I Trofeo de la Amistad   | Deportivo | 31-08-1958 | Deportivo | 3 – 1     | Celta     | · Polo 25' · Souto 58' · Moll 84' (p.) | · Braga 71'                             |
| I Trofeo de la Amistad   | Deportivo | 08-09-1958 | Celta     | 2 – 3     | Deportivo | · Tucho 12' 15'                        | · Moll 31' (p.) · Veloso 39' · Polo 84' |
| II Trofeo de la Amistad  | Celta     | 23-08-1959 | Deportivo | 1 – 2     | Celta     | · Veloso 66' (p.)                      | · Rojas 57' 61'                         |
| II Trofeo de la Amistad  | Celta     | 30-08-1959 | Celta     | 1 – 1     | Deportivo | · Bayo 56' (p.)                        | · Veloso 61'                            |
| III Trofeo de la Amistad | Deportivo | 01-07-1961 | Deportivo | 2 – 1     | Celta     | · Luisín 30' · Amancio 51'             | · Posadita 17'                          |
| III Trofeo de la Amistad | Deportivo | 15-04-1962 | Celta     | 3 – 3     | Deportivo | · Edmur 35' · Pintos 55' · Braga 57'   | · Sanjuan 7' · Mendonça 17' · Manín 85' |

## Palmarés
| Pos | Equipo                 | Títulos | Ediciones     |
| --- | ---------------------- | ------- | ------------- |
| 1   | Deportivo de La Coruña | 2       | 1958, 1961-62 |
| 2   | Celta de Vigo          | 1       | 1959          |